# Heinrich Rendtorff

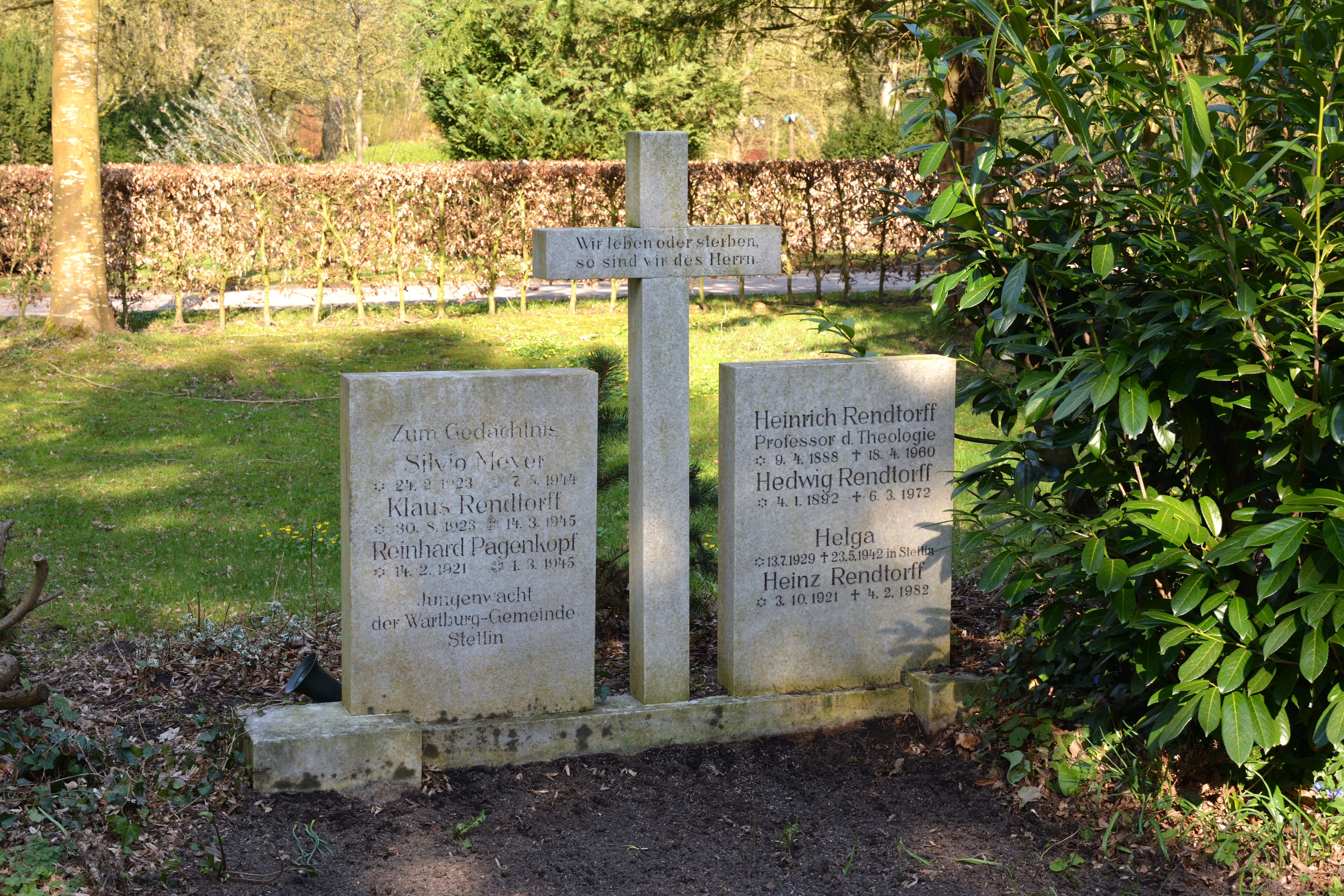
Grab auf dem Nordfriedhof Kiel

Heinrich Rendtorff (* 9. April 1888 in Westerland, Sylt; † 18. April 1960 in Kiel) war evangelisch-lutherischer Theologe, Pfarrer, Landesbischof der Evangelisch-Lutherischen Landeskirche Mecklenburgs, 1931 bis 1933 Honorarprofessor und Universitätsprediger in Rostock und 1926 bis 1930 Professor für Praktische Theologie in Kiel und 1945 bis 1956 zusätzlich für Neues Testament.

## Leben und Wirken
Heinrich Rendtorff war ein Sohn des Pfarrers und Studienleiters Franz Rendtorff und dessen Frau Louise Rendtorff, geb. Schlatter (1861–1933). Er besuchte die Schule in Preetz, das Gymnasium in Kiel und absolvierte 1907 das Abitur. Er studierte Evangelische Theologie in Tübingen, Halle (Saale), Kiel, Leipzig und promovierte 1912 zum lic. theol. mit der Arbeit Das Gewißheitsproblem in dem theologischen System des Johannes Musaeus. Seine theologischen Lehrer waren unter anderem sein Onkel Adolf Schlatter, Erich Haupt und vor allem Ludwig Ihmels, den er als seinen "Meister" bezeichnete. Im Anschluss an das Studium folgte sein Vikariat in Kiel und die Zeit im Predigerseminar mit dem abschließenden Zweiten Examen im Jahr 1914. Nach dem Kriegsdienst, wo er zuletzt als Leutnant gedient hatte, wurde er am 8. Dezember 1918 in Kiel als Pastor ordiniert. 1919 wurde er Pfarrer in Hamwarde-Worth bei Lauenburg/Elbe und 1921 hauptamtlicher Volksmissionar beim Landesverein für Innere Mission in Schleswig-Holstein in Rickling. 1924 wurde er Klosterprediger am Kloster Preetz und Studiendirektor des Predigerseminars in Preetz und übernahm von 1926 bis 1930 die Professur für Praktische Theologie an der Theologischen Fakultät der Christian-Albrechts-Universität Kiel. Bereits 1925 war ihm in Rostock die theologische Ehrendoktorwürde verliehen worden.
Im Jahre 1930 wurde er zum Landesbischof der Evangelisch-Lutherischen Landeskirche Mecklenburgs ernannt. Von 1931 bis 1933 war er außerdem Honorarprofessor und Universitätsprediger in Rostock. Als Mitglied und zeitweise Führer der nationalistischen Christlich-deutschen Bewegung begrüßte Rendtorff die Machtübernahme der Nationalsozialisten zunächst vorbehaltslos und beantragte mit folgender Begründung die Aufnahme in die NSDAP: „Ich will als deutscher Mann mich öffentlich zur NSDAP bekennen“. 1932 hatte die evangelische Kirche A.B. in Rumänien versucht ihm aufgrund seiner überparteilichen Persönlichkeit das Bischofsamt der Evangelischen Kirche in Rumänien anzubieten, was er jedoch schroff ablehnte. Im Mai 1933 wurde er tatsächlich vorläufiges Mitglied der NSDAP und gründete noch im gleichen Monat den Mecklenburgischen Kampfbund für Kirche und Kultur. Doch bereits im August 1933 wurde er aus der Partei „wegen parteischädigender Äußerungen“ ausgeschlossen, weil er Mitglied der Bekennenden Kirche geworden war. Im Januar 1934 musste er auf Druck des NSDAP-Gauleiter von Mecklenburg sein Amt als Landesbischof niederlegen. Sein Nachfolger wurde – im Alter von noch nicht einmal 33 Jahren – der frisch gekürte „Landeskirchenführer“ Walther Schultz.
Heinrich Rendtorff wechselte 1934 von Mecklenburg nach Pommern, wo er in der Kirche der Altpreußischen Union eine Pfarrstelle der Wartburg-Gemeinde in Stettin-Braunfelde übernahm, die er bis 1945 ausübte. Gleichzeitig engagierte sich Rendtorff in der Bekennenden Kirche (BK) und wurde Mitglied des pommerschen Bruderrates der BK. 1937 gehörte Rendtorff zu denen, die Die Erklärung der 96 evangelischen Kirchenführer gegen Alfred Rosenberg wegen dessen Schrift Protestantische Rompilger unterzeichneten.
Nach der Flucht am Kriegsende 1945 in den Westen wurde Rendtorff zunächst als Mitglied der Vorläufigen Kirchenleitung in Schleswig-Holstein und im Herbst 1945 erneut als Professor für Praktische Theologie an der Christian-Albrechts-Universität in Kiel berufen. Er war Dekan der Theologischen Fakultät und Rektor der CAU. 1956 wurde er emeritiert. Parallel dazu leitete Rendtorff ab 1946 als Vorsitzender die Arbeitsgemeinschaft der Volksmission (heute: Arbeitsgemeinschaft Missionarische Dienste).
Am 22. April 1960 wurde Heinrich Rendtorff in Kiel zur letzten Ruhe geleitet. Den Trauergottesdienst in der Pauluskirche hielt der Generalsuperintendent D. Walter Braun aus Potsdam. 
Rendtorff war mit Emma Caroline Hedwig Besser verheiratet, aus der Ehe gingen neun Kinder hervor. Auch seine Söhne Rolf Rendtorff und Trutz Rendtorff wurden Theologieprofessoren.

## Schriften (Auswahl)
- Pflüget ein Neues. Von der Sendung der evangelischen Kirche an das deutsche Volk. Ein Beitrag zu den Fragen kirchlicher Volksmission, Hamburg 1924
- Konfirmation und Kirche, Ungelenk, Dresden 1928
- Die Kirche des wirkenden Wortes. Vom Dienst der Kirche in der Krisis der Gegenwart, Berlin 1930
- Die heimliche Gemeinde. Evangelische Reden, Schwerin 1930
- Siedlung und Kirche in Mecklenburg-Schwerin, mit Karl Goldenbagen, Bahn, Schwerin 1933
- Das sagt der kommende Herr, Christlicher Zeitschriftenverlag, Berlin 1946
- Ordnung der Kirche als Gottes Aufgebot, Nölke, Hamburg 1946
- Das Vermächtnis Jesu an seine Gemeinde, mit Manfred Wallach, Bertelsmann, Gütersloh 1947
- Kirche geschieht heute, Nölke, Hamburg 1947
- Das Vermächtnis Jesu an seine Gemeinde, Christlicher Zeitschriftenverlag, Berlin 1947
- Gott-Welt-Mensch, mit Eckhardt Brix, Christlicher Zeitschriftenverlag, Berlin-Dahlem 1948
- Das neue Leben in Christus, Schriftenmissions-Verlag, Gladbeck 1949
- Gottesdienstordnung der evangelisch-lutherischen Landeskirche Schleswig-Holsteins, Reich & Heidrich, Hamburg 1949
- Wir wollten Jesum gerne sehen, Schriftenmissions-Verlag, Gladbeck 1950
- Getrostes Wandern. Eine Einführung in den ersten Brief des Petrus, Furche Verlag, Hamburg 1951, 7. neu bearbeitete Auflage
- Es soll durch meinen Geist geschehen, Claudius Verlag, München 1952
- Von der Auferstehung der Toten, Christlicher Zeitschriftenverlag, Berlin 1952
- Hörer und Täter. Eine Einführung in den Jakobusbrief, Furche Verlag, Hamburg 1953
- Von den guten Werken des Glaubens, Christlicher Zeitschriftenverlag, Berlin 1953
- ...als die guten Haushalter...Rufe in die Gemeinde von der Tagung des Lutherischen Weltbundes 1952, Freimund-Verlag, Neuendettelsau 1953
- Gottes Volk unter dem Wort, Christlicher Zeitschriftenverlag, Berlin 1953
- Gottes Wort ist nicht gebunden. Ein Gang durch die Arbeitsfelder der Volksmission und Evangelisation in Deutschland, Schriftenmissions-Verlag, Gladbeck 1953
- Siehe, da ist euer Gott, Jensen, Breklum 1954
- So ist Gott, Christlicher Zeitschriftenverlag, 1954
- Ist denn kein Gott bei Euch? Christlicher Zeitschriftenverlag, Berlin 1955
- So lässt Gott Kirche werden, Christlicher Zeitschriftenverlag, Berlin-Dahlem 1957
- Das persönliche Leben des evangelischen Botschafters, Christlicher Zeitschriftenverlag, Berlin 1958
- Dienet dem Herrn mit Freuden, Christlicher Zeitschriftenverlag, Berlin-Dahlem 1958
- Abraham, Vater des Glaubens, Christlicher Zeitschriftenverlag, Berlin-Friedenan 1959